# Матч за звання чемпіона світу із шахів 1981
Матч за звання чемпіона світу з шахів був проведений у Мерано (Італія) з 1 жовтня по 19 листопада 1981 року. Чинний чемпіон Анатолій Карпов переміг претендента Віктора Корчного 11 — 7, переможцем матчів претендентів 1980 року і, згідно з правилами ФІДЕ, захистив титул чемпіона світу.
|   | a | b | c | d | e | f | g | h |   |
| 8 | g8 чорний король · c7 біла тура · h7 чорний пішак · g6 чорна тура · h6 білий пішак · c5 білий слон · b4 чорний пішак · a2 білий пішак · f2 білий король | g8 чорний король · c7 біла тура · h7 чорний пішак · g6 чорна тура · h6 білий пішак · c5 білий слон · b4 чорний пішак · a2 білий пішак · f2 білий король | g8 чорний король · c7 біла тура · h7 чорний пішак · g6 чорна тура · h6 білий пішак · c5 білий слон · b4 чорний пішак · a2 білий пішак · f2 білий король | g8 чорний король · c7 біла тура · h7 чорний пішак · g6 чорна тура · h6 білий пішак · c5 білий слон · b4 чорний пішак · a2 білий пішак · f2 білий король | g8 чорний король · c7 біла тура · h7 чорний пішак · g6 чорна тура · h6 білий пішак · c5 білий слон · b4 чорний пішак · a2 білий пішак · f2 білий король | g8 чорний король · c7 біла тура · h7 чорний пішак · g6 чорна тура · h6 білий пішак · c5 білий слон · b4 чорний пішак · a2 білий пішак · f2 білий король | g8 чорний король · c7 біла тура · h7 чорний пішак · g6 чорна тура · h6 білий пішак · c5 білий слон · b4 чорний пішак · a2 білий пішак · f2 білий король | g8 чорний король · c7 біла тура · h7 чорний пішак · g6 чорна тура · h6 білий пішак · c5 білий слон · b4 чорний пішак · a2 білий пішак · f2 білий король | 8 |
| 7 | g8 чорний король · c7 біла тура · h7 чорний пішак · g6 чорна тура · h6 білий пішак · c5 білий слон · b4 чорний пішак · a2 білий пішак · f2 білий король | g8 чорний король · c7 біла тура · h7 чорний пішак · g6 чорна тура · h6 білий пішак · c5 білий слон · b4 чорний пішак · a2 білий пішак · f2 білий король | g8 чорний король · c7 біла тура · h7 чорний пішак · g6 чорна тура · h6 білий пішак · c5 білий слон · b4 чорний пішак · a2 білий пішак · f2 білий король | g8 чорний король · c7 біла тура · h7 чорний пішак · g6 чорна тура · h6 білий пішак · c5 білий слон · b4 чорний пішак · a2 білий пішак · f2 білий король | g8 чорний король · c7 біла тура · h7 чорний пішак · g6 чорна тура · h6 білий пішак · c5 білий слон · b4 чорний пішак · a2 білий пішак · f2 білий король | g8 чорний король · c7 біла тура · h7 чорний пішак · g6 чорна тура · h6 білий пішак · c5 білий слон · b4 чорний пішак · a2 білий пішак · f2 білий король | g8 чорний король · c7 біла тура · h7 чорний пішак · g6 чорна тура · h6 білий пішак · c5 білий слон · b4 чорний пішак · a2 білий пішак · f2 білий король | g8 чорний король · c7 біла тура · h7 чорний пішак · g6 чорна тура · h6 білий пішак · c5 білий слон · b4 чорний пішак · a2 білий пішак · f2 білий король | 7 |
| 6 | g8 чорний король · c7 біла тура · h7 чорний пішак · g6 чорна тура · h6 білий пішак · c5 білий слон · b4 чорний пішак · a2 білий пішак · f2 білий король | g8 чорний король · c7 біла тура · h7 чорний пішак · g6 чорна тура · h6 білий пішак · c5 білий слон · b4 чорний пішак · a2 білий пішак · f2 білий король | g8 чорний король · c7 біла тура · h7 чорний пішак · g6 чорна тура · h6 білий пішак · c5 білий слон · b4 чорний пішак · a2 білий пішак · f2 білий король | g8 чорний король · c7 біла тура · h7 чорний пішак · g6 чорна тура · h6 білий пішак · c5 білий слон · b4 чорний пішак · a2 білий пішак · f2 білий король | g8 чорний король · c7 біла тура · h7 чорний пішак · g6 чорна тура · h6 білий пішак · c5 білий слон · b4 чорний пішак · a2 білий пішак · f2 білий король | g8 чорний король · c7 біла тура · h7 чорний пішак · g6 чорна тура · h6 білий пішак · c5 білий слон · b4 чорний пішак · a2 білий пішак · f2 білий король | g8 чорний король · c7 біла тура · h7 чорний пішак · g6 чорна тура · h6 білий пішак · c5 білий слон · b4 чорний пішак · a2 білий пішак · f2 білий король | g8 чорний король · c7 біла тура · h7 чорний пішак · g6 чорна тура · h6 білий пішак · c5 білий слон · b4 чорний пішак · a2 білий пішак · f2 білий король | 6 |
| 5 | g8 чорний король · c7 біла тура · h7 чорний пішак · g6 чорна тура · h6 білий пішак · c5 білий слон · b4 чорний пішак · a2 білий пішак · f2 білий король | g8 чорний король · c7 біла тура · h7 чорний пішак · g6 чорна тура · h6 білий пішак · c5 білий слон · b4 чорний пішак · a2 білий пішак · f2 білий король | g8 чорний король · c7 біла тура · h7 чорний пішак · g6 чорна тура · h6 білий пішак · c5 білий слон · b4 чорний пішак · a2 білий пішак · f2 білий король | g8 чорний король · c7 біла тура · h7 чорний пішак · g6 чорна тура · h6 білий пішак · c5 білий слон · b4 чорний пішак · a2 білий пішак · f2 білий король | g8 чорний король · c7 біла тура · h7 чорний пішак · g6 чорна тура · h6 білий пішак · c5 білий слон · b4 чорний пішак · a2 білий пішак · f2 білий король | g8 чорний король · c7 біла тура · h7 чорний пішак · g6 чорна тура · h6 білий пішак · c5 білий слон · b4 чорний пішак · a2 білий пішак · f2 білий король | g8 чорний король · c7 біла тура · h7 чорний пішак · g6 чорна тура · h6 білий пішак · c5 білий слон · b4 чорний пішак · a2 білий пішак · f2 білий король | g8 чорний король · c7 біла тура · h7 чорний пішак · g6 чорна тура · h6 білий пішак · c5 білий слон · b4 чорний пішак · a2 білий пішак · f2 білий король | 5 |
| 4 | g8 чорний король · c7 біла тура · h7 чорний пішак · g6 чорна тура · h6 білий пішак · c5 білий слон · b4 чорний пішак · a2 білий пішак · f2 білий король | g8 чорний король · c7 біла тура · h7 чорний пішак · g6 чорна тура · h6 білий пішак · c5 білий слон · b4 чорний пішак · a2 білий пішак · f2 білий король | g8 чорний король · c7 біла тура · h7 чорний пішак · g6 чорна тура · h6 білий пішак · c5 білий слон · b4 чорний пішак · a2 білий пішак · f2 білий король | g8 чорний король · c7 біла тура · h7 чорний пішак · g6 чорна тура · h6 білий пішак · c5 білий слон · b4 чорний пішак · a2 білий пішак · f2 білий король | g8 чорний король · c7 біла тура · h7 чорний пішак · g6 чорна тура · h6 білий пішак · c5 білий слон · b4 чорний пішак · a2 білий пішак · f2 білий король | g8 чорний король · c7 біла тура · h7 чорний пішак · g6 чорна тура · h6 білий пішак · c5 білий слон · b4 чорний пішак · a2 білий пішак · f2 білий король | g8 чорний король · c7 біла тура · h7 чорний пішак · g6 чорна тура · h6 білий пішак · c5 білий слон · b4 чорний пішак · a2 білий пішак · f2 білий король | g8 чорний король · c7 біла тура · h7 чорний пішак · g6 чорна тура · h6 білий пішак · c5 білий слон · b4 чорний пішак · a2 білий пішак · f2 білий король | 4 |
| 3 | g8 чорний король · c7 біла тура · h7 чорний пішак · g6 чорна тура · h6 білий пішак · c5 білий слон · b4 чорний пішак · a2 білий пішак · f2 білий король | g8 чорний король · c7 біла тура · h7 чорний пішак · g6 чорна тура · h6 білий пішак · c5 білий слон · b4 чорний пішак · a2 білий пішак · f2 білий король | g8 чорний король · c7 біла тура · h7 чорний пішак · g6 чорна тура · h6 білий пішак · c5 білий слон · b4 чорний пішак · a2 білий пішак · f2 білий король | g8 чорний король · c7 біла тура · h7 чорний пішак · g6 чорна тура · h6 білий пішак · c5 білий слон · b4 чорний пішак · a2 білий пішак · f2 білий король | g8 чорний король · c7 біла тура · h7 чорний пішак · g6 чорна тура · h6 білий пішак · c5 білий слон · b4 чорний пішак · a2 білий пішак · f2 білий король | g8 чорний король · c7 біла тура · h7 чорний пішак · g6 чорна тура · h6 білий пішак · c5 білий слон · b4 чорний пішак · a2 білий пішак · f2 білий король | g8 чорний король · c7 біла тура · h7 чорний пішак · g6 чорна тура · h6 білий пішак · c5 білий слон · b4 чорний пішак · a2 білий пішак · f2 білий король | g8 чорний король · c7 біла тура · h7 чорний пішак · g6 чорна тура · h6 білий пішак · c5 білий слон · b4 чорний пішак · a2 білий пішак · f2 білий король | 3 |
| 2 | g8 чорний король · c7 біла тура · h7 чорний пішак · g6 чорна тура · h6 білий пішак · c5 білий слон · b4 чорний пішак · a2 білий пішак · f2 білий король | g8 чорний король · c7 біла тура · h7 чорний пішак · g6 чорна тура · h6 білий пішак · c5 білий слон · b4 чорний пішак · a2 білий пішак · f2 білий король | g8 чорний король · c7 біла тура · h7 чорний пішак · g6 чорна тура · h6 білий пішак · c5 білий слон · b4 чорний пішак · a2 білий пішак · f2 білий король | g8 чорний король · c7 біла тура · h7 чорний пішак · g6 чорна тура · h6 білий пішак · c5 білий слон · b4 чорний пішак · a2 білий пішак · f2 білий король | g8 чорний король · c7 біла тура · h7 чорний пішак · g6 чорна тура · h6 білий пішак · c5 білий слон · b4 чорний пішак · a2 білий пішак · f2 білий король | g8 чорний король · c7 біла тура · h7 чорний пішак · g6 чорна тура · h6 білий пішак · c5 білий слон · b4 чорний пішак · a2 білий пішак · f2 білий король | g8 чорний король · c7 біла тура · h7 чорний пішак · g6 чорна тура · h6 білий пішак · c5 білий слон · b4 чорний пішак · a2 білий пішак · f2 білий король | g8 чорний король · c7 біла тура · h7 чорний пішак · g6 чорна тура · h6 білий пішак · c5 білий слон · b4 чорний пішак · a2 білий пішак · f2 білий король | 2 |
| 1 | g8 чорний король · c7 біла тура · h7 чорний пішак · g6 чорна тура · h6 білий пішак · c5 білий слон · b4 чорний пішак · a2 білий пішак · f2 білий король | g8 чорний король · c7 біла тура · h7 чорний пішак · g6 чорна тура · h6 білий пішак · c5 білий слон · b4 чорний пішак · a2 білий пішак · f2 білий король | g8 чорний король · c7 біла тура · h7 чорний пішак · g6 чорна тура · h6 білий пішак · c5 білий слон · b4 чорний пішак · a2 білий пішак · f2 білий король | g8 чорний король · c7 біла тура · h7 чорний пішак · g6 чорна тура · h6 білий пішак · c5 білий слон · b4 чорний пішак · a2 білий пішак · f2 білий король | g8 чорний король · c7 біла тура · h7 чорний пішак · g6 чорна тура · h6 білий пішак · c5 білий слон · b4 чорний пішак · a2 білий пішак · f2 білий король | g8 чорний король · c7 біла тура · h7 чорний пішак · g6 чорна тура · h6 білий пішак · c5 білий слон · b4 чорний пішак · a2 білий пішак · f2 білий король | g8 чорний король · c7 біла тура · h7 чорний пішак · g6 чорна тура · h6 білий пішак · c5 білий слон · b4 чорний пішак · a2 білий пішак · f2 білий король | g8 чорний король · c7 біла тура · h7 чорний пішак · g6 чорна тура · h6 білий пішак · c5 білий слон · b4 чорний пішак · a2 білий пішак · f2 білий король | 1 |
|   | a | b | c | d | e | f | g | h |   |

## Результати
|                            | 1 | 2 | 3 | 4 | 5 | 6 | 7 | 8 | 9 | 10 | 11 | 12 | 13 | 14 | 15 | 16 | 17 | 18 | Перемоги | Очки |
| -------------------------- | - | - | - | - | - | - | - | - | - | -- | -- | -- | -- | -- | -- | -- | -- | -- | -------- | ---- |
| Віктор Корчной (Швейцарія) | 0 | 0 | ½ | 0 | ½ | 1 | ½ | ½ | 0 | ½  | ½  | ½  | 1  | 0  | ½  | ½  | ½  | 0  | 2        | 7    |
| Анатолій Карпов (СРСР)     | 1 | 1 | ½ | 1 | ½ | 0 | ½ | ½ | 1 | ½  | ½  | ½  | 0  | 1  | ½  | ½  | ½  | 1  | 6        | 11   |